# Oort
Oort és un cràter sobre la superfície del planeta nan Plutó, situat amb el sistema de coordenades planetocèntriques a 10.8 ° de latitud nord i 94.97 ° de longitud est. Fa un diàmetre de 123 km. El nom va ser fet oficial per la UAI el tres de febrer del 2021 i fa referència a Jan Oort (1900-1992), astrònom holandès que va fer la hipòtesi de l'existència d'un núvol d'objectes dels quals surten els cometes.